# Sudis hyalina
Il luccio imperiale (Sudis hyalina) è un pesce di mare della famiglia Paralepididae.

## Distribuzione e habitat
Ha un areale cosmopolita che comprende il mar Mediterraneo, dove non è comune (ma forse questo è dovuto solo alle inaccessibili profondità a cui vive), tutti gli oceani nelle fasce tropicale, subtropicale e temperata calda.

Si tratta di un pesce abissale, vive tra 300 ed almeno 900 metri di fondale.

## Descrizione
Si riconosce facilmente dagli altri barracudina sia per le taglia maggiore (fino a 40 cm) che per le testa, gli occhi e la bocca di dimensioni assai più grandi. I denti sono piccoli e numerosi sulla mascella superiore e molto grandi ed appuntiti sull'inferiore, questi grossi denti sono pieghevoli all'indietro. La pinna dorsale è piccola ed impiantata indietro, vicino alla pinna caudale c'è una pinna adiposa, la pinna anale, prossima alla coda, è più grande, con un'intaccatura centrale; la pinna caudale è piccola e forcuta. Le pinne pettorali sono grandi e falcate, le pinne ventrali, invece, sono ridotte. Le scaglie sono presenti solo lungo la linea laterale. 

Il colore è roseo, con iridescenze sul ventre. L'animale vivo è quasi perfettamente trasparente.

## Alimentazione
È un vorace predatore, si ciba di pesci.

## Riproduzione
Pare che negli oceani si riproduca in acque superficiali. In Mediterraneo non ci sono prove che questo avvenga. I giovanili fino a 4 cm hanno pinne pettorali molto sviluppate.

## Pesca
Si cattura con le reti a strascico e con i palamiti destinati al pesce sciabola. Le carni sono ottime ma non ha mercato, anche a causa dell'aspetto poco rassicurante.